# Orde van de Zon (Afghanistan)

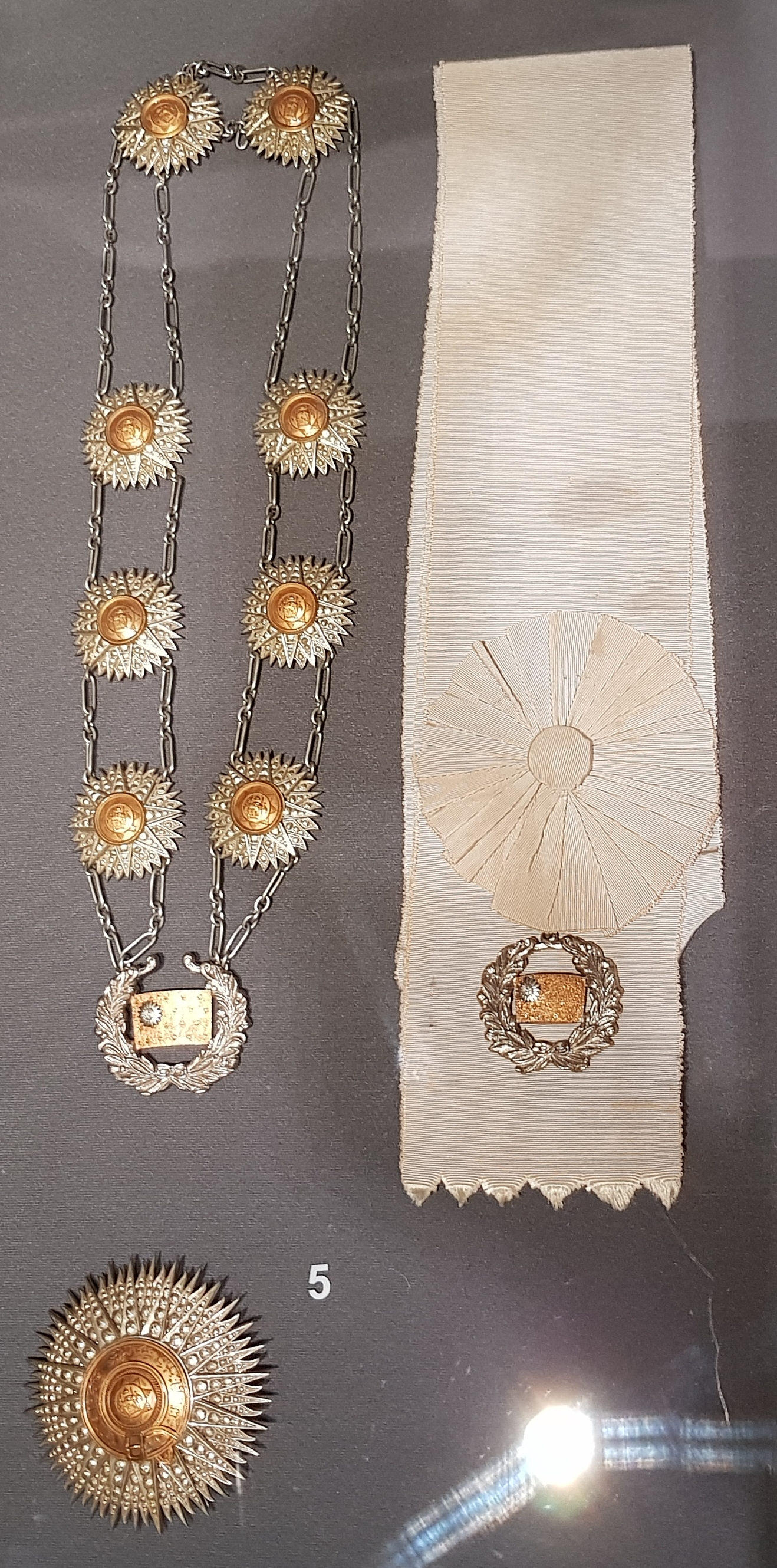

De Orde van de Zon, ook Orde van de Opperste Zon of (Nishan-i-Lmar-i-Ala" of "Nishan-i-Almar"), werd in 1897 of 1920 door de Afghaanse koning Habibu'llah Shah gesticht als een orde van verdienste met een enkele graad.

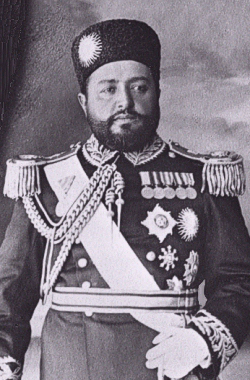
Koning Habibullah met de ster van de Orde van de Zon als aigrette op zijn hoed. Hij draagt de sterren van de Orde van het Bad, de Orde van de Leider en de Orde van Sint-Michaël en Sint-George

Andere bronnen noemen Amir Abdu'r Rahman die de orde in 1897 zou hebben ingesteld. De archieven zijn in de vele Afghaanse oorlogen en revoluties verloren gegaan. Wanneer Amir Abdu'r Rahman de orde heeft gesticht dan hebben zijn opvolgers Koning Habibu'llah Shah de orde in 1901 en Koning Amanu'llah in 1923 hebben hervormd. Koning Muhammad Zahir Shah zou dan in 1960 veranderingen hebben doorgevoerd.
Christopher Buyers vermeldt twee graden. De orde werd volgens zijn opgave rond 1897 door Amir Abdu'r Rahman als Nishan-i-Almar ingesteld. Koning Amanu'llah zou de orde in 1923 hebben hervormd. Later hervormde Muhammad Zahir Shah de orde in 1960 (invoering van een nieuw lint en een nieuw kleinood) en tijdens zijn ballingschap in 1977 (afschaffing van de IIe Klasse).
Met "i-Almar" wordt de zon in het zenith dus op het hoogste punt bedoeld.
Het lint was lichtblauw wat suggereert dat de ontwerper zich op de Brits-Indische Orde van de Ster van India heeft georiënteerd. De sterren, fraaie staaltjes van de traditionele Afghaanse edelsmeedkunst, bevatten citaten uit de versierselen van de Orde van de Kousenband en de Orde van de Ster van India. Het kleinood en de keten zijn veel origineler vormgegeven.
Andere bronnen noemen het lint effen lichtblauw, tijdens de regering van Zahir Shah zou de tint een modieus "elektrisch blauw" zijn geweest. Er is ook sprake van een lichtblauw lint met een smalle kersrode strepen. Veel Afghaanse onderscheidingen worden door antiquairs met een verkeerd lint aangeboden zodat over de correcte linten veel verwarring bestaat.
Aan de Orde van de Zon was een eigen ordekleding verbonden in de vorm van een door de hoogste klasse gedragen lichtblauwe mantel die tot de enkels reikte.
De Afghaanse edelsmeedkunst is vergeleken met die van Europa primitief maar ze bewaart eeuwenoude vormen en technieken. De sterren van de Orde van de Zon lopen in kwaliteit en materiaal sterk uiteen. Aan de Belgische koning Albert I werd een kostbaar uitgevoerde ster verleend die nu nog in Brussel tentoon wordt gesteld. Op het internet worden soms sterren aangeboden die slordig zijn uitgevoerd, soms met de opmerking dat het medaillon "opvallend vakkundig en gedetailleerd is".   
In 1960 werd een breed blauw grootlint met twee smalle rode strepen ingevoerd.
De orde werd voor verdienste voor de Afghaanse staat toegekend. Dat hield ook diplomatiek verkeer in. Een vroege drager was de Belgische koning Albert I wiens in 1928 ontvangen versierselen in het Legermuseum in Brussel tentoon worden gesteld. Op 1 november 1960 ontving de Joegoslavische president maarschalk Tito de keten tijdens een staatsbezoek aan Afghanistan. In 1963 werd de Duitse bondskanselier Konrad Adenauer in de orde opgenomen. De val van de Afghaanse monarchie in 1973 betekende, tenminste binnen Afghanistan, ook het einde van deze ridderorde.

## De graden van de orde
- Ie Klasse of grootcommandeur met de keten ("Almer-e 'A'li"[14] of "Nishan-i-Almar-i-A'ala"[15])

De grootcommandeurs droegen een keten of "ilaqa" van gouden zonnen met zilveren stralen waaraan het kleinood hing. Dat kleinood kon ook aan een grootlint worden gedragen. Zij droegen een veelpuntige ronde zilveren ster met gouden medaillon op de linkerborst. Er wordt ook een "telgha" of "aigrette" genoemd.
- Ie Klasse of grootcommandeur ("Lamar-e 'A'lî", bij Buyers "Nishan-i-Almar-i-Ali" of Grootlint genoemd.)

De grootcommandeurs droegen het kleinood aan een grootlint. Zij droegen een veelpuntige ronde zilveren ster met gouden medaillon op de linkerborst
- IIe Klasse of ridder-commandeur

De ridders-commandeur droegen een kleinood aan een lint om de hals en een eenvoudig vormgegeven ronde ster van de orde op de linkerborst.
- IIIe Klasse of companion

De companions droegen een kleinood aan een lint om de hals. .
- IVe Klasse of medaille

De zilveren medaille werd aan een lint op de linkerborst gedragen.
Buyers vermeldt de ordekleding. De dragers droegen volgens het een mantel of "kosi". Daarover droegen de dragers van de Eerste Klasse hun keten. De Tweede Klasse droeg volgens Buyers geen keten.

## De versierselen
Het kleinood is een rechthoekige gouden vlag met een zilveren zon in de linkerbovenhoek. Er zijn ook kleinoden in de vorm van een lauwerkrans met daarbinnen een paviljoen bekend.
De ster of "shamsa" van de Ie en IIe Klasse is een ronde veelpuntige gouden ster met een rond medaillon waaromheen een kousenband is gewikkeld.
De Ster van de IIe Klasse is een gouden ster met een zilveren medaillon zonder band of ring.
  ( - 1960).
  (1960 - ).

## Voetnoten
1. ↑  Christopher Buyers op zijn website "The Royal Ark"
2. ↑  Stichtingsdatum bij Rafal Heydel-Mankoo en Christopher Buyers
3. ↑  Stichtingsdatum bij Megan Robertson
4. 1 2  Zie[dode link]
5. ↑  Al deze data zijn omstreden.
6. ↑  Rafal Heydel-Mankoo
7. ↑  Ook andere orden laten zien dat de edelsmeden voorbeelden uit boeken gebruikten en Britse voorbeelden navolgden.
8. ↑  De kousenband rond het medaillon van de ster van de Ie Klasse
9. ↑  De ronde ster.
10. ↑  Afgebeeld op
11. ↑  In het Legermuseum
12. ↑  Zie Antonio Prieto Barrio
13. ↑  Zie:Lijst van ridderorden en onderscheidingen van maarschalk Tito
14. ↑  Megan Robertson
15. 1 2  Christopher Buyers
16. 1 2 3  Volgens Megan Robertson, Buyers ontkent het bestaan van deze graad
17. ↑  Zie